# 카마사리

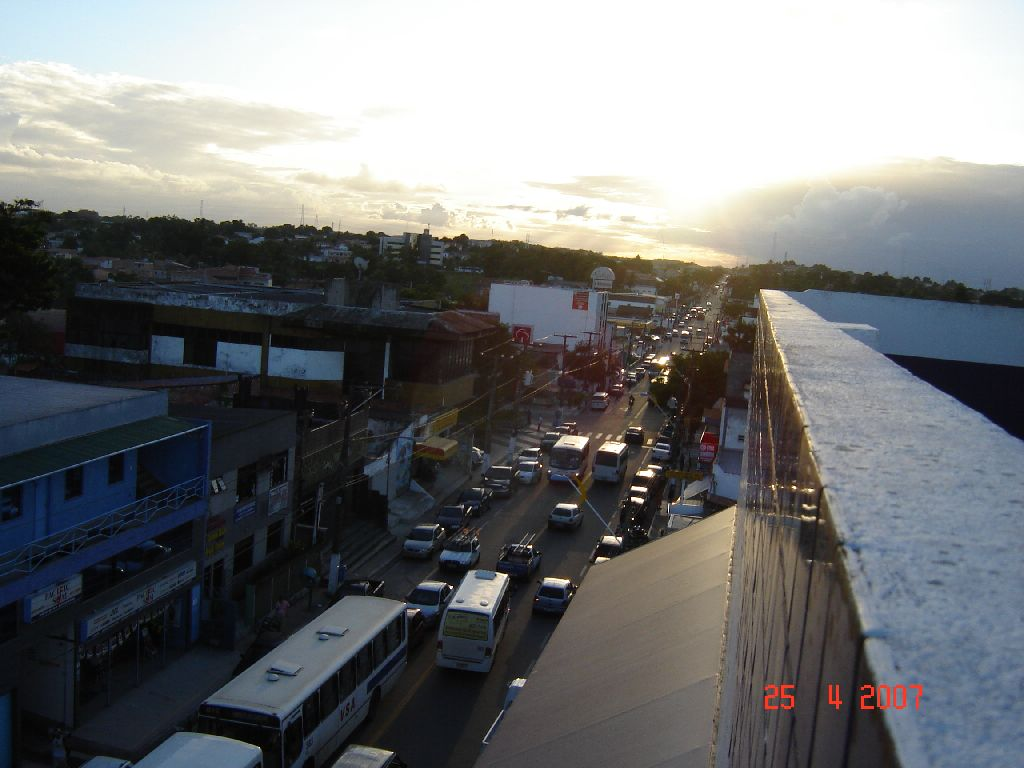
카마사리

카마사리의 위치

카마사리(포르투갈어: Camaçari)는 브라질 바이아주의 도시로 면적은 784.658km2, 높이는 36m, 인구는 281,413명(2014년 기준), 인구 밀도는 360명/km2이다. 사우바도르 도시권을 형성하는 공업 도시이며 브라질 북동부에서 최대 규모를 자랑하는 공업 단지가 들어서 있다.